# Фридрих фон Кенцинген
Фридрих фон Кенцинген (на немски: Friedrich von Kenzingen; † между 28 ноември 1353 и 12 юли 1356) е благородник от фамилията на господарите на Юзенберг, господар на Кенцинген/Юзенберг в Брайзгау.

## Произход и наследство
Той е син на Рудолф IV фон Юзенберг-Кенцинген 'Млади' († 5 януари 1304) и съпругата му Аделхайд († сл. 1293). Внук е на Рудолф II фон Кенцинген († 1259) и втората му съпруга Елизабет фон Лихтенберг († сл. 1270). Правнук е на Рудолф I фон Юзенберг († сл. 1231). Племенник е на Рудолф III фон Юзенберг-Кенцинген († 1296). Брат е (по друг източник първи братовчед) на Елизабет фон Юзенберг († 1306), омъжена на 13 януари 1301 г. за Хайнрих IV фон Раполтщайн-Хоенак († 1354), син на Улрих III фон Раполтщайн († 1283), на Анна фон Юзенберг, омъжена на 11 февруари 1306 г. за Хайнрих фон Шварценберг († 1327), и на Хуго фон Юзенберг-Кенцинген-Кюрнберг († 1343), женен на 11 февруари 1306 г. за София фон Хорбург († 1316), дъщеря на Буркард фон Хорбург († 1315).
През 1249 г. дядо му Рудолф II основава град Кенцинген при селото Кенцинген. След разделянето на господството ок. 1290 г. родът губи бързо значението си. След 1379 г. родът на господарите на Юзенберг изчезва.

## Фамилия
Фридрих фон Кенцинген се жени пр. 20 март 1350 г. за Сузана II фон Геролдсек († сл. 1393), дъщеря на граф Валтер IV фон Геролдсек († 1355) и Сузана фон Раполтщайн († сл. 1351). Бракът е бездетен.
Вдовицата му Сузана фон Геролдсек се омъжва втори път сл. 12 юли 1356 г. за Валтер фон дер Дике († 9 юли 1386 в битката при Земпах).